# Lekkoatletyka na Letnich Igrzyskach Olimpijskich 1992 – bieg na 1500 m kobiet
Bieg na 1500 metrów kobiet podczas XXV Letnich Igrzysk Olimpijskich w Barcelonie rozegrano 5 (eliminacje), 6 (półfinały) i 8 sierpnia 1992 (finał) na Estadi Olímpic de Montjuïc. Zwyciężczynią została reprezentantka Algierii Hasiba Bu-l-Marka.

## Rekordy
|                   | Zawodniczka       | Narodowość | Czas    | Data                     | Miejsce |
| ----------------- | ----------------- | ---------- | ------- | ------------------------ | ------- |
| Rekord świata     | Tatjana Kazankina | ZSRR       | 3:52,47 | 13 sierpnia 1980(dts)    | Zurych  |
| Rekord olimpijski | Paula Ivan        | Rumunia    | 3:53,96 | 1 października 1988(dts) | Seul    |

## Wyniki
| Poz. - pozycja |
| – rekord świata \| – rekord krajowy \| – rekord życiowy \| = – wyrównany rekord życiowy \| · – najlepszy wynik w sezonie \| = – wyrównany najlepszy wynik w sezonie \| – rekord olimpijski |
| Fn – falstart \| DNF – nie ukończyła \| DNS – nie wystartowała \| DSQ – zdyskwalifikowana                                                                                                  |

### Eliminacje
Rozegrano trzy biegi eliminacyjne. Do półfinałów awansowało po sześć najlepszych zawodniczek z każdego biegu (Q) oraz sześć z najlepszymi czasami spośród pozostałych (q).

#### Bieg 1
| Poz. | Zawodniczka        | Narodowość                | Rezultat | Uwagi |
| ---- | ------------------ | ------------------------- | -------- | ----- |
| 1    | Hasiba Bu-l-Marka  | Algieria                  | 4:09,91  | Q     |
| 2    | Tetiana Dorowśkych | WNP                       | 4:09,94  | Q     |
| 3    | Paula Schnurr      | Kanada                    | 4:09,99  | Q     |
| 4    | Elena Fidatov      | Rumunia                   | 4:10,00  | Q     |
| 5    | Carla Sacramento   | Portugalia                | 4:10,01  | Q     |
| 6    | Liu Li             | Chiny                     | 4:10,09  | Q     |
| 7    | Marie-Pierre Duros | Francja                   | 4:10,14  | q     |
| 8    | Maxine Newman      | Wielka Brytania           | 4:15,16  |       |
| 9    | Simone Meier       | Szwajcaria                | 4:15,64  |       |
| 10   | Susan Sirma        | Kenia                     | 4:17,73  |       |
| 11   | Suzy Hamilton      | Stany Zjednoczone         | 4:22,36  |       |
| 12   | Laurence Niyonsaba | Rwanda                    | 4:24,87  |       |
| 13   | Bigna Samuel       | Saint Vincent i Grenadyny | 4:33,41  |       |
| 14   | Mantokoane Pitso   | Lesotho                   | 4:39,96  |       |
| 15   | Rosemary Turare    | Papua-Nowa Gwinea         | 5:10,52  |       |

#### Bieg 2
| Poz. | Zawodniczka             | Narodowość        | Rezultat | Uwagi |
| ---- | ----------------------- | ----------------- | -------- | ----- |
| 1    | Maite Zúñiga            | Hiszpania         | 4:07,82  | Q     |
| 2    | Doina Melinte           | Rumunia           | 4:08,58  | Q     |
| 3    | Małgorzata Rydz         | Polska            | 4:09,47  | Q     |
| 4    | Ludmiła Rogaczowa       | WNP               | 4:09,54  | Q     |
| 5    | Letitia Vriesde         | Surinam           | 4:10,63  | Q     |
| 6    | Debbie Bowker           | Kanada            | 4:11,27  | Q     |
| 7    | Regina Jacobs           | Stany Zjednoczone | 4:13,87  | q     |
| 8    | Sriyani Dhammika Menike | Sri Lanka         | 4:26,22  |       |
| 9    | Carol Galea             | Malta             | 4:33,41  |       |
| 10   | Rosalie Gangué          | Czad              | 5:06,31  |       |
| –    | Fabia Trabaldo          | Włochy            | DNF      | q     |
| –    | Maria Akraka            | Szwecja           | DNF      | q     |
| –    | Ellen Kießling          | Niemcy            | DNF      |       |
| –    | Ann Williams            | Wielka Brytania   | DSQ      |       |
| –    | Päivi Tikkanen          | Finlandia         | DNS      |       |

#### Bieg 3
| Poz. | Zawodniczka             | Narodowość                   | Rezultat | Uwagi |
| ---- | ----------------------- | ---------------------------- | -------- | ----- |
| 1    | Qu Yunxia               | Chiny                        | 4:07,40  | Q     |
| 2    | Jekatierina Podkopajewa | WNP                          | 4:07,55  | Q     |
| 3    | Maria Mutola            | Mozambik                     | 4:07,59  | Q     |
| 4    | Violeta Beclea          | Rumunia                      | 4:07,60  | Q     |
| 5    | Sonia O’Sullivan        | Irlandia                     | 4:07,70  | Q     |
| 6    | Angela Chalmers         | Kanada                       | 4:07,75  | Q     |
| 7    | Theresia Kiesl          | Austria                      | 4:07,81  | q,    |
| 8    | Kirsty Wade             | Wielka Brytania              | 4:08,30  | q     |
| 9    | Anna Brzezińska         | Polska                       | 4:08,35  | q     |
| 10   | PattiSue Plumer         | Stany Zjednoczone            | 4:09,47  | q     |
| 11   | Getenesh Urge           | Etiopia                      | 4:18,09  |       |
| 12   | Khin Khin Htwe          | Mjanma                       | 4:18,81  |       |
| 13   | Brigitte Nganaye        | Republika Środkowoafrykańska | 4:33,57  |       |
| 14   | Ana Isabel Elias        | Angola                       | 4:33,66  |       |
| –    | Janeth Caizalitín       | Ekwador                      | DNS      |       |

### Półfinały
Rozegrano dwa biegi półfinałowe. Do finału awansowało po pięć najlepszych zawodniczek z każdego biegu (Q) oraz dwie z najlepszymi czasami spośród pozostałych (q).

#### Bieg 1
| Poz. | Zawodniczka        | Narodowość        | Rezultat | Uwagi |
| ---- | ------------------ | ----------------- | -------- | ----- |
| 1    | Hasiba Bu-l-Marka  | Algieria          | 4:03,81  | Q     |
| 2    | Ludmiła Rogaczowa  | WNP               | 4:03,85  | Q     |
| 3    | Maria Mutola       | Mozambik          | 4:04,20  | Q     |
| 4    | Liu Li             | Chiny             | 4:04,35  | Q     |
| 5    | Elena Fidatov      | Rumunia           | 4:04,55  | Q     |
| 6    | Angela Chalmers    | Kanada            | 4:04,87  |       |
| 7    | Violeta Beclea     | Rumunia           | 4:05,46  |       |
| 8    | Letitia Vriesde    | Surinam           | 4:09,64  |       |
| 9    | Kirsty Wade        | Wielka Brytania   | 4:11,36  |       |
| 10   | Maria Akraka       | Szwecja           | 4:14,30  |       |
| 11   | Anna Brzezińska    | Polska            | 4:15,53  |       |
| 12   | Regina Jacobs      | Stany Zjednoczone | 4:21,55  |       |
| 13   | Marie-Pierre Duros | Francja           | 4:26,61  |       |

#### Bieg 2
| Poz. | Zawodniczka             | Narodowość        | Rezultat | Uwagi |
| ---- | ----------------------- | ----------------- | -------- | ----- |
| 1    | Tetiana Dorowśkych      | WNP               | 4:03,79  | Q     |
| 2    | Małgorzata Rydz         | Polska            | 4:03,83  | Q     |
| 3    | Qu Yunxia               | Chiny             | 4:03,86  | Q     |
| 4    | Jekatierina Podkopajewa | WNP               | 4:03,93  | Q     |
| 5    | Maite Zúñiga            | Hiszpania         | 4:04,00  | Q,    |
| 6    | PattiSue Plumer         | Stany Zjednoczone | 4:04,23  | q     |
| 7    | Doina Melinte           | Rumunia           | 4:04,42  | q     |
| 8    | Paula Schnurr           | Kanada            | 4:04,80  |       |
| 9    | Carla Sacramento        | Portugalia        | 4:05,54  |       |
| 10   | Fabia Trabaldo          | Włochy            | 4:06,05  |       |
| 11   | Sonia O’Sullivan        | Irlandia          | 4:06,24  |       |
| 12   | Theresia Kiesl          | Austria           | 4:07,46  | [ 3 ] |
| 13   | Debbie Bowker           | Kanada            | 4:12,50  |       |

### Finał
| Poz. | Zawodniczka             | Narodowość        | Rezultat | Uwagi |
| ---- | ----------------------- | ----------------- | -------- | ----- |
| 1    | Hasiba Bu-l-Marka       | Algieria          | 3:55,30  |       |
| 2    | Ludmiła Rogaczowa       | WNP               | 3:56,91  |       |
| 3    | Qu Yunxia               | Chiny             | 3:57,08  | [ 3 ] |
| 4    | Tetiana Dorowśkych      | WNP               | 3:57,92  |       |
| 5    | Liu Li                  | Chiny             | 4:00,20  |       |
| 6    | Maite Zúñiga            | Hiszpania         | 4:00,59  | [ 4 ] |
| 7    | Małgorzata Rydz         | Polska            | 4:01,91  |       |
| 8    | Jekatierina Podkopajewa | WNP               | 4:02,03  |       |
| 9    | Maria Mutola            | Mozambik          | 4:02,60  |       |
| 10   | PattiSue Plumer         | Stany Zjednoczone | 4:03,42  |       |
| 11   | Elena Fidatov           | Rumunia           | 4:06,44  |       |
| –    | Doina Melinte           | Rumunia           | DNF      |       |